# Chillán (Čile)
Chillán je grad i općina u Čileu, u regiji Ñuble. Po procjenama iz 2002., ima 161.953 stanovnika i površinu od 511 km².

## Također pogledajte
- Ñuble (provincija)

## Vanjske poveznice
- Službene stranice (šp.)

### Ostali projekti
|  | Zajednički poslužitelj ima još gradiva o temi Chillán |